# Pipagrodor
Pipagrodorna är en familj (biologi) primitiva, tunglösa groddjur. Familjen omfattar trettio arter som lever i Sydamerika (släktet Pipa) och subsahariska Afrika (övriga fyra släkten).
Dessa grodor är helt vattenlevande och har genomgått ett antal morfologiska anpassningar till denna livsmiljö. Till exempel så har de fullt utvecklad simhud och ett sidolinjesystem. Även öronen är starkt modifierade.
De äldsta fossilen av familjen är från tidig krita. Kännetecknande för arterna är att de saknar tunga. Pipagrodor har stora bakben och bakfötter. De lever nästan hela tiden i vattnet. Hos släkten som lever i Afrika är nosen ganska smal och de andra släkten har en bred nos. Exemplaren använder framtassarna för att fånga födan. Honor av familjemedlemmar i Afrika lägger ett fåtal ägg per tillfälle och fäster de på vattenväxter. Inom släktet Pipa flyttar hannen de befruktade äggen till honans rygg. Där växer honans hud över äggen. Det finns arter med metamorfos och arter med direkt utveckling.

## Släkten
- Hymenochirus
- Pseudhymenochirus
- Pipa
- Silurana
- Xenopus